# Dáni Ferenc
Dáni Ferenc (Szeged, 1816. november 25. – Szeged, 1883. február 19.) ügyvéd, Hódmezővásárhely főispánja, országgyűlési képviselő. Dáni Nándor testvére.

## Élete
Dáni Balázs pékmester és Katzenmayer Terézia fia. Apja előkelő polgár volt, aki fiát gondos nevelésben részesítette, szülővárosában elvégezte a gimnáziumot, majd Nyitrán a piaristák közé lépett. A szerzetesi pályához azonban nem volt kedve, s két év múlva Pozsonyba ment jogot tanulni. Ügyvédi oklevelet 1842-ben kapott, és 1843-ban már megkezdte az ügyvédkedést Szegeden. 1848-ban a város megválasztotta tanácsosnak; mint nemzetőri százados ő is fegyvert fogott a haza védelmére. Később a szegedi vészbíróság tagja lett és emiatt a honvédsereg leveretése után sokáig bujdosnia kellett. Ezt megunva, Pesten följelentette magát, de néhány havi fogság után szabadon bocsátották.
Gazdálkodni kezdett egy Pusztapón kibérelt birtokon, ahol 1860-ig jelentékeny vagyont szerzett. Ekkor Szeged megválasztotta képviselőnek; a határozati párthoz tartott, de 1865-ben már a Deák-párt híve volt és e párt soraiban ült a képviselőházban. 1871-ben Szeged, Kecskemét és Arad városok, utóbb Szeged és Hódmezővásárhely főispánja lett. A szegedi nagy árvíz idején a város királyi biztost kapott, és őt fölmentették főispáni állásától. Visszavonult szatymazi tanyájára. A szegedi iparkiállítás, a Dugonics szobor létrejötte, a dalünnep és az iskolaügy buzgó előmozdítója volt, érdemeiért megkapta a Lipót-rendet.

## Munkái
1. Jelentés az 1865–68. országgyűlés eddigi működéséről, melyet Szeged szabad királyi város alsó- és rokus városi választóihoz intéz. Szeged, 1868
2. Méltóságos Dáni Ferencz Szeged, Arad és Kecskemét sz. kir. városok főispánjának sz. kir. Szeged város közönsége 1871. évi aug. 13. tartott közgyülésében mondott beszéde. Uo. 1871
3. Aradon és Kecskeméten tartott székfoglaló beszédei is megjelentek
4. Emlékbeszéde, melyet 1866. augusztus 14. Klauzál Gábor felett tartott, megjelent a Pesti Naplóban (188. sz.)